# Sven Haeusler

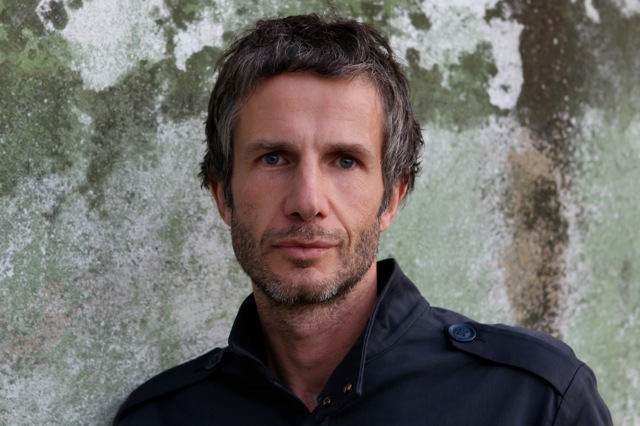
Sven Haeusler 2011

Sven Haeusler (* 4. September 1968 in West-Berlin) ist ein deutscher Regisseur, Filmemacher, Musikproduzent und ehemaliger Musiker.

## Leben
Von Ende der 1980er Jahre bis 1997 gehörte Haeusler der Musikgruppe Big Light an, mit der er drei Alben und diverse Singles veröffentlichte.
Im Anschluss betrieb er ein Tonstudio namens „svenson suite“ und war als Musikproduzent und Remixer tätig, unter anderem mit und für Lemonbabies, Le Hammond Inferno, DJ Maxwell, Herbert Grönemeyer, Diane Weigmann.
Von 2000 bis 2002 war er Mitglied und Produzent der audio-visuellen Band cam-era, bei der er sich auch für die begleitenden  Videoclips verantwortlich zeigte.
Seit 2003 arbeitet er unter dem Namen svenson suite als Regisseur und Filmemacher. Zu seinen  Arbeiten gehören die DVD Peter Fox & Cold Steel - live aus Berlin (2009), Udo Lindenberg-MTV-Unplugged live aus dem Hotel Atlantic 2011 und die Musikdokumentation Aufnahmezustand für den Sender ZDF, bei welchen er für die Regie und Produktion verantwortlich war.
Im Jahre 2013 führte Sven Haeusler unter anderem bei der Tourdokumentation The BossHoss  – Under Their Skin Regie.
Im Jahre 2015 führte Sven Haeusler unter anderem die Regie bei der Tourdokumentation  Helene Fischer - Momente, dem Konzertfilm Helene Fischer - Farbenspiel Live - Die Stadion-Tournee und bei MTV-Unplugged mit Revolverheld.
Sven Haeusler war Betreiber und Produzent des monothematischen Videointerviewmagazins Iseevoices.
Johnny Haeusler ist sein Bruder.

## Filmografie

### Filme
- RoleModels - mit Nikeata Thompson, Sophia Flörsch, Leyla Piedayesh, Düzen Tekkal, Luna, Giulia Gwinn, Haya Molcho (2020–2024, 2 Staffeln, 7 Folgen, ZDF Mediathek)
- Bar-Talk mit Markus Kavka - Talkreihe zum Thema Mentale Gesundheit (frnd.tv.)
- Roger Cicero  – Cicero Sings Sinatra, 2015 (DVD & TV)
- Revolverheld  – MTV Unplugged, 2015 (DVD & TV)
- Helene Fischer  – Momente, Tourdokumentation, 2015 (DVD & TV)
- Helene Fischer  – Farbenspiel Live - Die Stadion-Tournee, 2015 (DVD & TV)
- Bar-Talk - Webserie, 2014
- Helene Fischer  – Farbenspiel Live - Die Tournee, 2014 (DVD & TV)
- The BossHoss  – Under Their Skin Tourdokumentation, 2013 (DVD&TV)
- Adel Tawil  – Lieder Live, 2014 (DVD & TV)
- Udo Lindenberg - Live in Köln, 2013
- Die schlechtesten Filme aller Zeiten Fernsehserie Tele 5, 2013
- Nichtgedanken Fernsehserie Tele 5, 2013
- Aufnahmezustand Musik-Dokumentation für ZDFkultur, 7 Folgen à 45 Minuten, 2012
- Originaltöne Musikerdokumentation für The Biography Channel, 17 Folgen à 30 Minuten, 2012
- Udo Lindenberg-MTV-Unplugged Live aus dem Hotel Atlantic, 2011
- Peter Fox & Cold Steel - Live aus Berlin, 2009
- Helene Fischer - Immer weiter - Die Entstehung der Arena-Tournee 2017/2018
- Udo Lindenberg - MTV-Unplugged2 - Live vom Atlantik, 2018 (Konzertfilm 240Min, DVD/Bluray & TV)
- Udo Lindenberg - Making Of MTV Unplugged 2 - Live vom Atlantik, 2018 (25Min, DVD/Bluray)
- Udo Lindenberg - Volle Fahrt Voraus! - Begegnungen auf dem Lindischen Ozean, 2019 (60Min, TV)

### Musikvideos
- Peter Fox - Stadtaffe (Live aus Berlin)
- Udo Lindenberg & Jan Delay - Reeperbahn
- Schmidt - For once in my life
- Martin Gallop - Missing Trains
- Roger Cicero - Du bist mein Sommer
- Roger Cicero - Wenn es morgen schon zu ende wär´
- Roger Cicero - Frag nicht wohin
- Mousse T. & Suzie - All night long
- Ben Ivory - Disconnected
- Söhne Mannheims - Wenn du mich hören könntest
- Udo Lindenberg - Komm wir ziehen in den Frieden
- Udo Lindenberg feat Andreas Bourani - König von Scheissegalien
- Udo Lindenberg - Radio Song
- Udo Lindenberg - Niemals dran gezweifelt
- Jan Bülow - Andrea Doria
- Die Prinzen x Deine Freunde - Alles Nur geklaut (2021)

## Nominierungen & Auszeichnungen
- Echo 2016, Kategorie Musik-DVD National für Helene Fischer - Farbenspiel Live - Die Stadion-Tournee
- Echo 2015, Kategorie Musik-DVD National für Helene Fischer - Farbenspiel Live - Die Tournee
- Grimme-Preis Nominierung 2014 für die Sendung Nichtgedanken mit Oliver Kalkofe und Peter Rütten
- Deutscher Kamerapreis 2013 für die sechsteilige Dokumentation Aufnahmezustand
- Echo 2012 Kategorie Musik-DVD National Udo Lindenberg-MTV-Unplugged - Live aus dem Hotel Atlantic
- Video Champion Beste Musik-DVD Udo Lindenberg – MTV Unplugged – Live aus dem Hotel Atlantic (2011)
- Video Champion - Till Brönner – A Night in Berlin DVD